# Biała Przełęcz
Biała Przełęcz (słow. Biele sedlo, ok. 1320 m) – przełęcz w grani głównej zachodniej części słowackich Tatr Zachodnich, pomiędzy Białą Skałą a Siwą Kopą. Znajduje się w niewielkiej odległości od wierzchołka Białej Skały i jest szerokim siodłem porośniętym kosodrzewiną i trawą.
Południowe zbocza z przełęczy opadają do Doliny Suchej Sielnickiej, północne natomiast do Doliny Siwej. Przez przełęcz prowadzi czerwony szlak turystyczny (odcinek szlaku wiodącego granią główną Tatr Zachodnich). Na odcinku przed Siwym Wierchem pewne trudności techniczne – dwa trudne do przejścia odcinki ubezpieczone łańcuchami.
Niektóre przewodniki, w tym te autorstwa Józefa Nyki, określają Białą Przełęcz jako Siwońską Przełęcz, a nazwę wywodzą od formy Siwoń, która jest prawdopodobnie zniekształconą dawną nazwą słowacką Siwego Wierchu Sivô. Nazwę tę rozciągano na cały odcinek grani głównej pomiędzy Białą Skałą a Siwym Wierchem lub na jego północne zbocze opadające do Doliny Siwej.

## Szlaki turystyczne
– czerwony: Wyżnia Huciańska Przełęcz – Biała Skała – Siwy Wierch.
- Czas przejścia od szosy z Wyżniej Huciańskiej Przełęczy na Białą Skałę: 1:15 h, ↓ 0:45 h.
- Czas przejścia z Białej Skały na Siwy Wierch: 1:45 h, ↓ 1:15 h